# Протектор Рейнського союзу

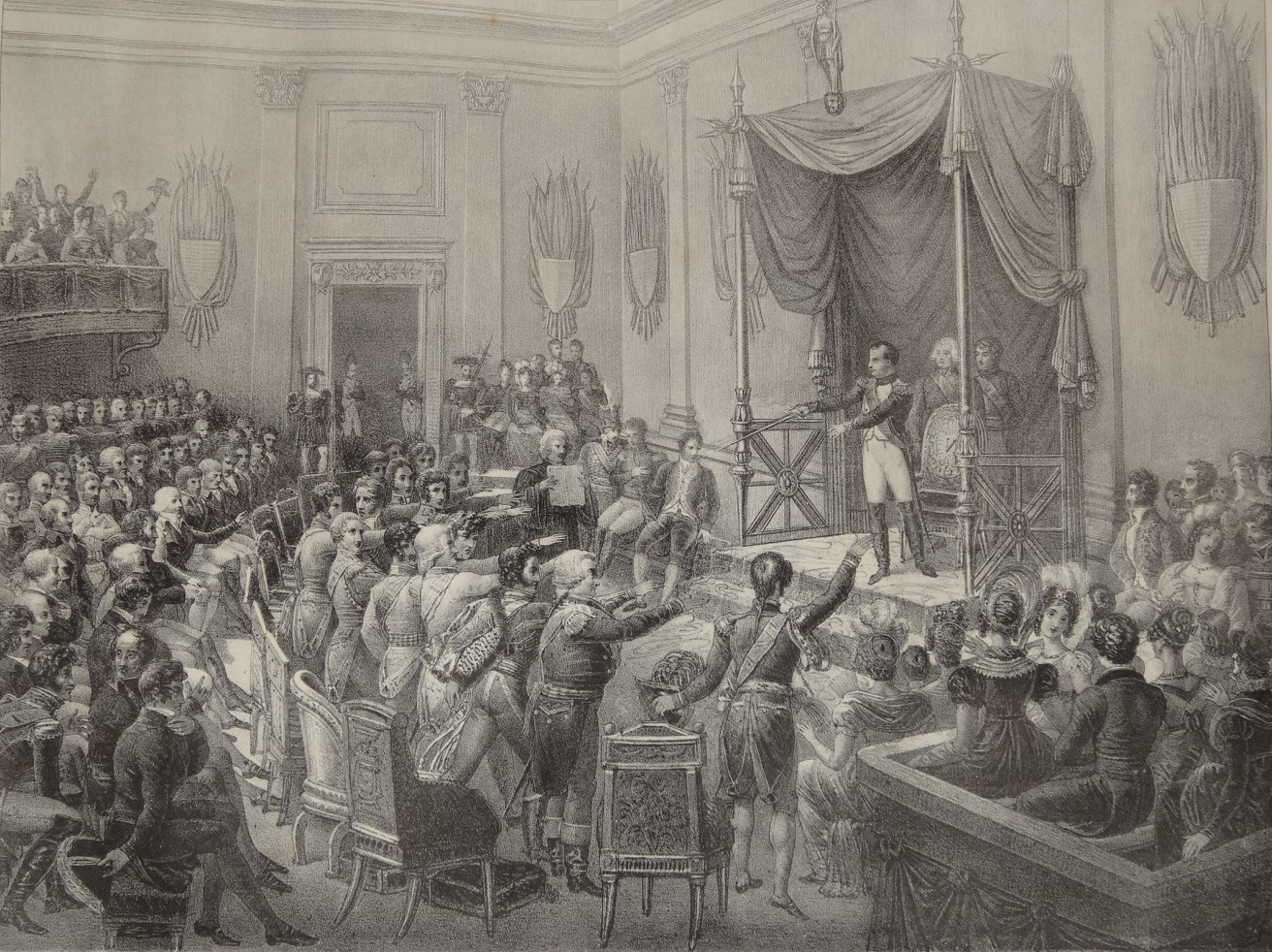
Німецькі князі віддають шану покровителю Наполеону Бонапарта незабаром після ратифікації Союзного (конфедеративного) договору. Ця літографія Чарльза Мотта, ймовірно, була зроблена в 1820-х роках. Зображення не слід читати буквально; деякі князі були представлені посланцями.

Протектор Рейнського союзу або «Протектор Рейнської конфедерації»  — титул, який носив Наполеон Бонапарт Імператор французів, коли він був лідером Рейнського союзу (1806–1813). Французьким терміном було «Захисник Конфедерації», німецькою «Протектор Рейнської конфедерації». Назва була створена договором Рейнського союзу, який був міжнародним договором між імператором французів і деякими[якими?] німецькими князями. У тексті договору імператор французів лише один раз прямо згадується:
ст. 12. Його Величність імператор Франції буде називатися протектором Рейнської конфедерації, і в цій чесноті він призначатиме наступника принца-примаса після кожного від’їзду.
Принц (князь) примас був головою Федеральних зборів Рейнського союзу, одначе ці збори були нереалізовані зїздом держав членів. У договорі не згадується функція й повноваження союзного протектора. Наприклад, у договорі не сказано, що протектор Рейнського союзу гарантує територіальну цілісність держав-членів, хоча договір вносить ряд територіальних змін.
Для імператора Наполеона Бонапарта, Рейнський союз був інструментом забезпечення військової підтримки членів Рейнського  союзу, коли це було йому необхідно. Співвідношення сил було одностороннім; Французька імперія сама вирішувала, коли проводити мобілізацію (ст. 36). Французька імперія та держави Рейнського союзу було дозволено укладати міжнародні договори, в тому числі з державами за межами цього союзу. Протектор Рейнського союзу зазвичай не радився зі своїми союзниками під час важливих мирних угод того часу.
У договорі говориться, що держави члени Рейнського союзу повинні були бути незалежними від іноземних держав. Їм дозволялося повністю або лише частково відмовитися від свого суверенітету іншим державам членам Рейнського союзу (ст. 7, ст. 8). У 1810 і 1811 роках країни-члени Вестфалія і Берг поступилися своєю територією Французькій імперії. Оскільки Французька імперія не була членом Рейнського союзу вони тим самим порушили ст. 8. договору.